# Адријана Чечик
Дезареј Кристина Чарлс (енгл. Dezarae Kristina Charles; 4. новембар 1991), познатија под уметничким именом Адријана Чечик (енгл. Adriana Chechik), америчка је порнографска глумица.

## Биографија
Одрасла је у хранитељској породици. Након средње школе почела је да се бави стриптизом. Радила је у Халандејл Бичу, а потом је почела да се бави порнографијом. Њено уметничко име потиче од презимена америчког редитеља Дејвида Чечика. Године 2013. потписала је први уговор о снимању филмова за одрасле.
Адријана има енглеско, руско и српско порекло.

## Награде
Награда AVN
- Best Anal Sex Scene (2015)[8]
- Most Outrageous Sex Scene (2015)
- Best Transsexual Sex Scene (2016)[9]
- Best Oral Sex Scene (2017)[10]
- Female Performer of the Year (2017)
- Most Outrageous Sex Scene (2017)
- Best Transsexual Sex Scene (2018)[11]
- Best Virtual Reality Sex Scene (2018)

Награда XBIZ
- Best Scene – Non-Feature Release (2015)[12]
- Best Scene - Vignette Release (2019)[13]